# Relikt (biologie)

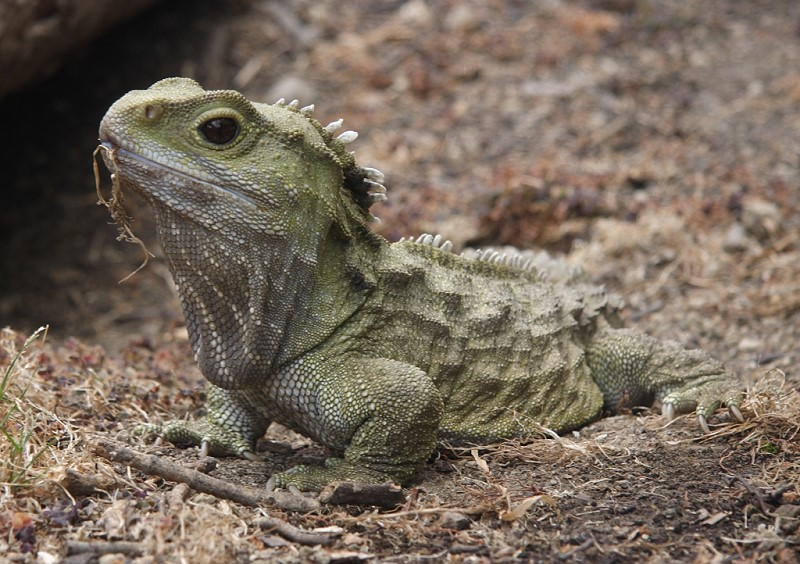
Hatérie novozélandská (Sphenodon punctatus) – relikt druhu pocházejícího z druhohor

Relikt je druh rostliny nebo živočicha, který se zachoval na malém izolovaném území, zvaném refugium, jako pozůstatek dřívějšího velkého rozšíření. Rozšíření některých reliktů může být endemické, tj. nevyskytují se nikde jinde. Jako relikt může být označován i druh vývojově starých organismů, které přežily do současnosti, zatímco příbuzné druhy vyhynuly (viz živoucí fosílie).
V ČR jsou známy např. glaciální relikty v horách nad hranicí lesa jako pozůstatky širokého rozšíření v glaciálech, např. vrba laponská (Salix lapponum) a některé druhy hmyzu. Naproti tomu některé teplomilné druhy, uváděné jako třetihorní relikty (např. ještěrka zelená (Lacerta viridis) v Čechách), jsou zřejmě přistěhované později.

## Rozdělení
Podle toho, v jakém areálu jsou reliktní organismy rozšířeny, rozlišujeme:

### Absolutní relikt
Jsou to případy, kdy některý taxon byl dříve rozšířen na velkém území, ale v současnosti se vyskytuje jen na jediném místě. Příkladem je rod jinan (Ginkgo). Ten dříve rostl po celé severní polokouli, ale dochoval se pouze v jihovýchodní Asii, a to jen v jediném druhu jinan dvoulaločný (Ginkgo biloba). Absolutní relikt je v tomto případě i endemitem.

### Relativní relikt
Jedná se o případy, kdy uvedený taxon je reliktní pouze v určité oblasti, v jejímž okolí vymizel, kdežto na jiných územích se vyskytuje hojně a nepřetržitě. Příkladem je ostružiník moruška (Rubus chamaemorus). Ten v době ledové rostl ve střední i severní Evropě, ale s postupným oteplením se ve střední Evropě udržel jen v Alpách a Karpatech, kdežto v severní Evropě roste stále hojně – v Alpách a Karpatech je tedy chápán jako relikt z doby ledové.

## Srovnání reliktu a endemitu
Na první pohled se muže zdát, že jsou oba tyto pojmy totožné. Oba označují organismus, který se zpravidla vyskytuje jen na určitém malém areálu.
- U  endemitu porovnáváme, zda se tentýž organismus přirozeně vyskytuje ve stejné době ještě někde jinde. Někdy může být za areál výskytu endemitu považován i celý kontinent, např. australští vačnatci a vejcorodí savci. Je to porovnání současných stavů.
- U reliktu porovnáváme, zda tentýž organismus je na určitém místě rozšířen v současnosti a zda tam byl i v minulosti. Je to porovnání stavů za delší časové období.[1][2]